# اس‌ام یوبی-۷۶
اس‌ام یوبی-۷۶ (به انگلیسی: SM UB-76) یک زیردریایی بود که طول آن ۵۵٫۳ متر (۱۸۱ فوت) بود. این زیردریایی در سال ۱۹۱۷ ساخته شد.